# Man of the Year
Man of the Year ist eine US-amerikanische Dramedy von Barry Levinson aus dem Jahr 2006.

## Handlung
Jack Menken wird interviewt; er erzählt über Ereignisse, in deren Mittelpunkt sein Freund Tom Dobbs stand.
Tom Dobbs ist ein Moderator einer Fernsehshow. Als er über die Politiker herzieht, fragt ihn eine Frau aus dem Publikum, warum er nicht selbst kandidiere. Dobbs meldet seine Kandidatur für das Amt des Präsidenten der Vereinigten Staaten an.
Die für „Delacroy“, den Hersteller der Wahlautomaten, tätige Computerexpertin Eleanor Green entdeckt einen Fehler im System, wird aber von ihrem Chef ignoriert. Am Wahltag wird sie bedroht und angewiesen, Schweigen zu bewahren.
Dobbs gewinnt die Wahl, Green wird entlassen. Sie wendet sich an Dobbs, der die Affäre publik machen will. Delacroy bekommt jedoch Wind von der Sache und behauptet, dass Green für das manipulierte Wahlsystem verantwortlich war. Dobbs verzichtet auf das Amt. Der demokratische Kandidat Kellogg gewinnt die wiederholte Wahl. Dobbs stellt Green als Produzentin seiner Sendung ein.

## Kritiken
Die Reaktion der Filmkritik in den USA war weit überwiegend negativ. Die Auswertung durch Rotten Tomatoes ergab einen Anteil positiver Kritiken von lediglich 21 Prozent.
Robert Wilonsky kritisierte in der Village Voice vom 10. Oktober 2006, dass der Film sich im „Durcheinander“ der Verschwörungstheorien verliere. Laura Linney sei fehlbesetzt.
Bill Zwecker lobte in der Chicago Sun-Times vom 13. Oktober 2006 die Darsteller, ganz besonders Robin Williams und Christopher Walken.
Das Lexikon des internationalen Films schrieb: „Hochkarätig besetzte, hintersinnig inszenierte Polit-Satire, die politische Gepflogenheiten in den USA und ihren Präsidenten aufs Korn nimmt.“

## Hintergrund
Der Film wurde in New York City, in Washington, D.C. und in einigen Orten in Ontario – darunter in Toronto – gedreht.
Er startete in den Kinos der USA am 13. Oktober 2006 und spielte bis zum 5. November 2006 ca. 33,8 Millionen US-Dollar ein.

### Synchronisation
Es existieren zwei deutsche Synchronfassungen. Die erste entstand in den USA für eine Verleih-DVD. Die zweite entstand bei Dubbing Brothers, München. Pierre Peters-Arnolds schrieb das Dialogbuch und führte Regie.
| Rolle             | Darsteller         | Synchronsprecher (USA) | Synchronsprecher (DVD 2008) |
| ----------------- | ------------------ | ---------------------- | --------------------------- |
| Tom Dobbs         | Robin Williams     | Kai Wulff              | Bodo Wolf                   |
| Jack Menken       | Christopher Walken | Johann Fantini         | Erich Ludwig                |
| Eleanor Green     | Laura Linney       | Bettina Spier          | Susanne von Medvey          |
| Eddie Langston    | Lewis Black        | ?                      | Claus Brockmeyer            |
| Alan Stewart      | Jeff Goldblum      | ?                      | Pierre Peters-Arnolds       |
| Danny             | David Alpay        | ?                      | Benedikt Gutjan             |
| Moderator         | Faith Daniels      | ?                      | Martina Duncker             |
| Sie selbst        | Tina Fey           | ?                      | Kathrin Gaube               |
| Sie selbst        | Amy Poehler        | ?                      | Angela Wiederhut            |
| Präsident Kellogg | David Nichols      | Curt Lowens            | Christian Mey               |